# Bull Micral 80/22
Bull MICRAL 80/22 (MICRAL 80/22) је професионални рачунар, производ фирме Bull који је почео да се израђује у Француској током 1980. године.
Користио је Zilog Z80 као централни микропроцесор а RAM меморија рачунара MICRAL 80/22 је имала капацитет од 64 KB (до 256 kb). 
Као оперативни систем кориштен је CP/M, Prologue.

## Детаљни подаци
Детаљнији подаци о рачунару MICRAL 80/22 су дати у табели испод.
|                       |                                           |
| [ 1 ]                 |                                           |
| Произвођач            |                                           |
| Тип                   | професионални рачунар                     |
| Меморија              | 64 (до 256 )                              |
| Поријекло             | Француска                                 |
| Година                | 1980                                      |
| Тастатура             | Пуни помак 73 тастера са тастерима смјера |
| Процесор              |                                           |
| Фреквенција процесора | 3                                         |
| RAM                   | 64 (до 256 )                              |
| ROM                   | 12 KB                                     |
| Текст                 | 80 знакова x 24 линије                    |
| Графика               | постоји                                   |
| Боја                  | једна боја (зелено и црно)                |
| Звук                  | мали звучник                              |
| Димензије             |                                           |
| Портови               |                                           |
| Оперативни систем     |                                           |